# Mary Norton
Mary Norton, geborene Kathleen Mary Pearson, (* 10. Dezember 1903 in Highbury, London; † 29. August 1992 in Hartland, Devon) war eine britische Kinderbuchautorin.

## Leben
Die Tochter eines Arztes wuchs in der Kleinstadt Leighton Buzzard mit ihren vier Brüdern in zwei gregorianischen Häusern auf, die „The Manor House“ (inzwischen abgerissen) und „The Cedars“ genannt wurden. Im Jahre 1920 wurde „The Cedars“ verkauft und beherbergt heute die Leighton Middle School. Das Haus und die damit verbundenen Erinnerungen aus ihrer Kindheit bildeten die Vorlagen für die Abenteuer der Borger, den Hauptfiguren ihrer bekanntesten Bücher.
Da Mary Norton aufgrund eines Unfalls in ihrem Sehvermögen stark eingeschränkt war und nur Dinge in ihrer Nähe sehen, aber nicht in der Ferne wahrnehmen konnte, war ihr Blick auf die kleinen Dinge in ihrer Umgebung gerichtet. Ihre Phantasie beschränkte sie auf das Haus, den Garten und die kleinen verwinkelten Ecken und Orte, die es dort gab.
Bevor sie 1927 ihren ersten Ehemann Robert Norton heiratete und mit ihm zu seiner Familie nach Portugal zog, arbeitete sie für kurze Zeit als Sekretärin und dann für ein oder zwei Jahre als Schauspielerin bei der berühmten Old Vic Company. Mary und Robert hatten vier Kinder (zwei Söhne und zwei Töchter) und verließen erst mit Ausbruch des Zweiten Weltkrieges im Jahre 1939 Portugal.
1940 begann sie für das War Office zu arbeiten und zog 1941 zeitweilig mit ihrer Familie in die Vereinigten Staaten von Amerika. In New York arbeitete sie zwei Jahre lang bei der British Purchasing Commission. Während dieser Zeit fing sie auch mit dem Schreiben von Kurzgeschichten und Übersetzungen an und veröffentlichte 1945 ihr erstes Buch (The Magic Bed Knob; or, How to Become a Witch in Ten Easy Lessons), später die Fortsetzung Bonfires and Broomsticks. Die Bücher wurden später überarbeitet und in der Gesamtausgabe Bedknob and Broomstick (dt. Eine tolle Hexe) erneut veröffentlicht. Die Filmrechte kaufte für wenig Geld Walt Disney und brachte 1971 den Film Die tollkühne Hexe in ihrem fliegenden Bett heraus.
Nach dem Zweiten Weltkrieg kehrte Mary Norton mit ihrer Familie nach England zurück und veröffentlichte weitere Bücher, von denen einige verfilmt wurden. 1952 veröffentlichte sie das erste Buch mit den Geschichten über die kleinen Borger und erhielt dafür die Carnegie Medal. 1960 erhielt sie den Lewis Carroll Shelf Award.
Mary Norton sagte selbst, dass sie die Bücher gar nicht für die Öffentlichkeit geschrieben hatte, dass sie nie dachte, irgendjemand könnte diese Borger mögen. Es handelte sich in erster Linie um Geschichten, die sie ihren Kindern erzählt hatte. Mit ihrem zweiten Ehemann, Lionel Boncey, lebte sie zunächst auf einem Bauernhof in Essex, ehe sie im Jahre 1972 gemeinsam nach Irland in die Grafschaft Cork zogen. Dort arbeitete sie an ihrem letzten Buch Traumfahrt zu den letzten Riesen.
Lionel Boncey starb im Jahre 1989. Mary Norton verstarb 1992 an den Folgen eines Schlaganfalls.

## Werke
Hexen-Bücher
- Das Zauberbett (The Magic Bed Knob; or, How to Become a Witch in Ten Easy Lessons, 1945)
- Dt. Titel unbekannt (Bonfires and Broomsticks, 1947)

Gesamtausgabe: Eine tolle Hexe (Bedknob and Broomstick, 1957)
Die Borger-Reihe
Borger sind kleine, nur 12 Zentimeter große Wesen, die in den Häusern von Menschen leben. Sie bestreiten ihren Lebensunterhalt durch „borgen“, d. h., sie leihen sich alles, was sie zum Leben brauchen, von den Menschen. Gesehen zu werden, ist das schlimmste, was einem Borger passieren kann. Denn wird er von den Menschen gesehen, so muss er sich ein neues Heim suchen. Dies passiert der Borger-Familie Clocks wiederholt, weil ihre Tochter Arrietty sehr neugierig und lebensfroh ist und sich nicht dem alltäglichen Trott eines Borger-Lebens fügen möchte.
- Die Borger (The Borrowers, 1952)

früherer deutscher Titel: Die Borgmännchen
- Die Borger in den Feldern (The Borrowers afield, 1955)

früherer deutscher Titel: Die Borgmännchen in Busch und Feld
- Die Borger am Fluß (The Borrowers afloat, 1959)

früherer deutscher Titel: Die Borgmännchen zu Schiff oder auch Die Borgmännchen. Abenteuer am Fluß
- Die Borger in den Lüften (The Borrowers aloft, 1961)
- Die Borger am Ziel (The borrowers avenged, 1982)

Zu keiner Reihe gehörend
- Traumfahrt zu den letzten Riesen (Are All the Giants Dead, 1975)

## Verfilmungen
- Die tollkühne Hexe in ihrem fliegenden Bett, (Bedknobs and Broomsticks), 1971, Kinofilm
- The Borrowers, 1973, Fernsehfilm
- The Borrowers, 1992, Fernsehserie
- The Return of the Borrowers, 1993, Fernsehserie
- Ein Fall für die Borger, (The Borrowers), 1997, Kinofilm
- Arrietty – Die wundersame Welt der Borger, (Karigurashi no Arrietty), 2010, Anime-Film
- Die fantastische Welt der Borger, (The Borrowers), 2011, Fernsehfilm